# Lehký tank Mk VII Tetrarch
Lehký tank Mk. VII Tetrarch (anglicky Tank, Light, Mk VII, A17, Tetrarch) byl britský lehký tank období druhé světové války.
První prototyp byl postaven v roce 1938 a ještě téhož roku byl přijat do služby. Tank měl dostatečnou výzbroj, avšak stejně jako u předchůdců bylo nedostatečné pancéřování. Bylo vyrobeno 177 exemplářů různých typů. 20 kusů bylo odesláno do Sovětského svazu, kde bojovaly v horském terénu Kavkazu, v rámci britské armády se tyto tanky účastnily dobytí Madagaskaru a invaze v Normandii, kde bylo k transportu na bojiště využito kluzáků Hamilcar.

## Varianty
- Tetrarch Mk.I – základní provedení
- Tetrarch Mk.I CS – stroj pro palebnou podporu vyzbrojený houfnicí ráže 76,2 mm

- Tetrarch Mk.I DD (Duplex Drive) – stroj, sloužící pro vývoj obojživelných vyloďovacích tanků. Na tank byla umístěna konstrukce, umožňující jeho plování